# Sergej Zinov'ev
Sergej Olegovič Zinov'ev (in russo Серге́й Олегович Зиновьев?; Prokop'evsk, 4 marzo 1980) è un ex hockeista su ghiaccio russo.

## Palmarès

### Mondiali
- 2 medaglie:
  - 2 ori (Canada 2008; Svizzera 2009)
  - 2 bronzi (Austria 2005; Russia 2007)